# 戈里齊亞省
戈里齊亞省 （Provincia di Gorizia）是意大利弗留利-威尼斯朱利亞的一個省。面積466平方公里，2004年人口136,477人。首府戈里齊亞。
下分25市鎮。